# Indiana
Indiana (wymowa:/ɪndiˈænə/ⓘ) – stan w Stanach Zjednoczonych, w regionie Midwest, w Krainie Wielkich Jezior.
Graniczy ze stanem Michigan i jeziorem Michigan (od północy) oraz Ohio (od wschodu), Kentucky (od południa) i Illinois (od zachodu). Obszar stanu jest równinny (nizina rzeki Missisipi), na południu i wschodzie pagórkowaty.
Pierwotnie zamieszkany był przez Indian grupy algonkińskiej, między innymi Delawarów i Potawatomi.
Stan ma drugi co do wielkości przemysł motoryzacyjny w kraju i jest liderem w USA pod względem wzrostu zatrudnienia w produkcji. Szacuje się, że co piąty mieszkaniec Indiany zatrudniony jest w zaawansowanej produkcji.
Indiana jest wiodącym producentem kukurydzy, soi, drobiu i popcornu i zajmuje 10. miejsce w kraju pod względem sprzedaży produktów rolnych.

## Symbole stanu
- Dewiza: The Crossroads of America („Rozstaje Ameryki”)
- Przydomek: The Hoosier State („stan Hoosierów”, od przydomku mieszkańców stanu, pochodzenie którego nie jest pewne[2])
- Symbole: peonia, tulipanowiec, kardynał (ptak)

## Historia
- 1679–1680 – Indiana stała się obiektem zainteresowania de la Salle’a.
- 1731–1732 – Powstała pierwsza francuska misja handlowa w Vincennes.
- 1763 – W wyniku traktatu paryskiego obszar Indiany zostaje przyznany Wielkiej Brytanii.
- 1778 – Wojska amerykańskie pod dowództwem generała George’a Rogersa Clarka zajęły Vincennes.
- 1811 – W bitwie nad Tippecanoe Indianie walczący pod wodzą Tecumseha ponieśli klęskę kończącą wieloletnią wojnę.
- 1816 – Przyjęcie do Unii.
- 1830 – Początek gwałtownego rozwoju osadnictwa.
- 1885 – Sylvanus Bowser(inne języki) z Fort Wayne wynalazł pompę benzynową[1].

## Geografia

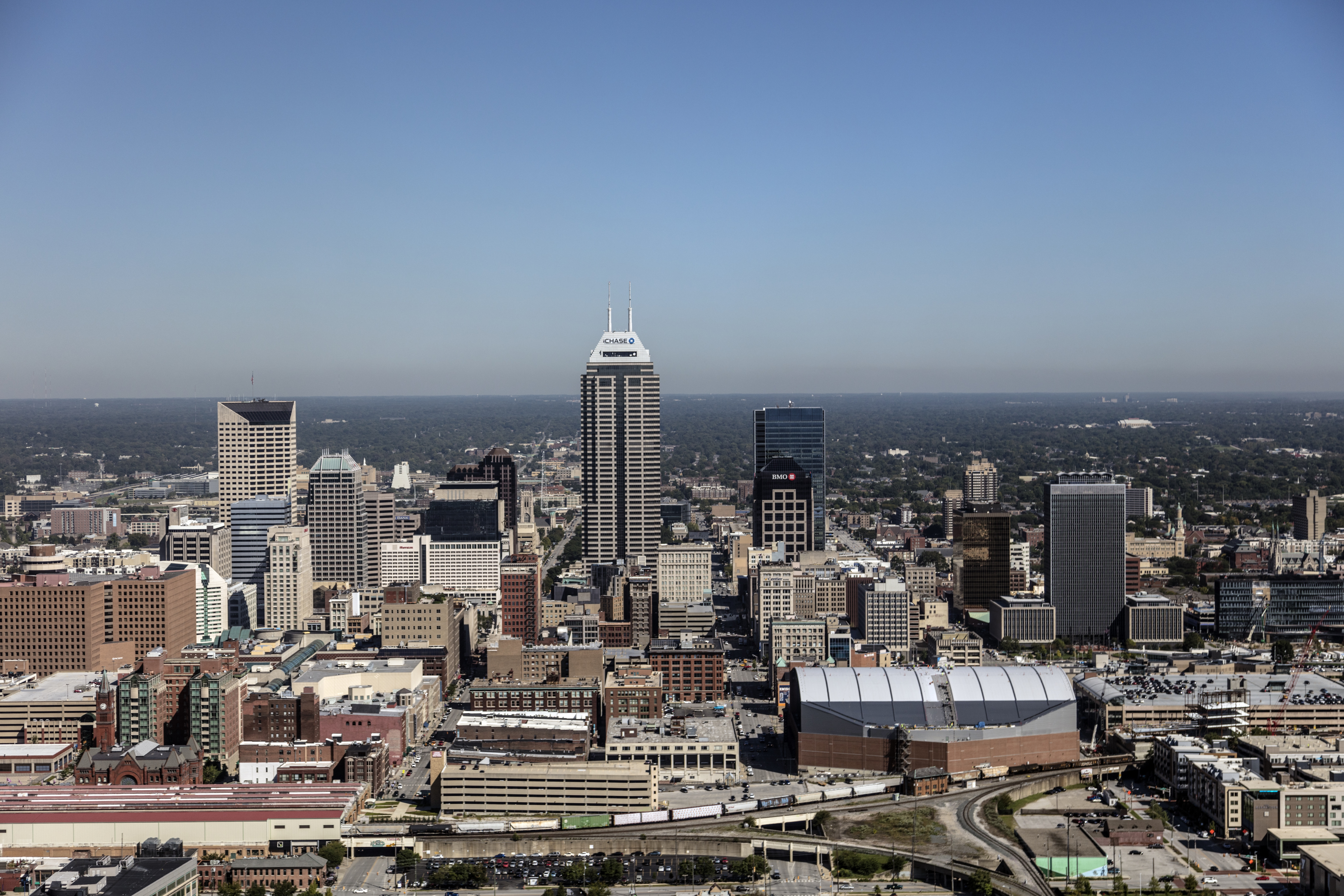
Obszar metropolitalny Indianapolis–Carmel–Anderson liczy ponad 2 mln mieszkańców.

Stan położony jest w dwóch strefach czasowych: 80 hrabstw w UTC-05:00, a 12 hrabstw w UTC-06:00 (Gibson, Jasper, Lake, La Porte, Newton, Porter, Posey, Spencer, Vanderburgh, Warrick, Perry, Starke).
- Klimat: umiarkowany ciepły, z wyraźnymi czterema porami roku, w południowej części podzwrotnikowy kontynentalny.
- Główne rzeki: rzeka Ohio
- Liczba hrabstw: 92 (lista)
- Największe hrabstwo: Marion
- Liczba parków stanowych: 23

### Miasta
Na terenie stanu Indiana znajduje się 567 miast (city lub town), w tym 6 o liczbie ludności przekraczającej 100 000, 85 powyżej 10 000 mieszkańców, a 298 powyżej 1000 mieszkańców (2022 r.).
Lista miast zamieszkanych przez 10 000 lub więcej osób (2022 r.):

- Indianapolis (880 621)
- Fort Wayne (267 927)
- Evansville (115 749)
- South Bend (103 110)
- Fishers (101 966)
- Carmel (101 964)
- Bloomington (79 107)
- Hammond (76 575)
- Noblesville (72 748)
- Lafayette (71 402)
- Gary (67 972)
- Greenwood (65 406)
- Muncie (65 076)
- Kokomo (59 671)
- Terre Haute (58 335)
- Anderson (55 099)
- Westfield (54 605)
- Elkhart (53 801)
- Columbus (51 268)
- Jeffersonville (51 030)
- Mishawaka (50 913)
- Lawrence (49 276)
- West Lafayette (45 060)
- Portage (38 327)
- New Albany (37 506)
- Merrillville (36 233)
- Plainfield (36 074)
- Richmond (35 513)
- Valparaiso (34 565)
- Crown Point (34 526)
- Goshen (34 375)
- Zionsville (31 982)
- Michigan City (31 792)
- Brownsburg (31 193)
- Schererville (29 668)
- Hobart (29 458)
- Marion (28 030)
- East Chicago (25 968)
- Franklin (25 728)
- Greenfield (24 785)
- Munster (23 664)
- Highland (23 622)
- Avon (23 611)
- St. John (22 847)
- La Porte (22 198)
- Clarksville (21 782)
- Seymour (21 618)
- Shelbyville (20 159)
- Logansport (18 194)
- New Castle (17 345)
- Huntington (17 023)
- Lebanon (16 982)
- Jasper (16 757)
- Vincennes (16 484)
- Crawfordsville (16 479)
- Frankfort (16 474)
- Dyer (16 361)
- Griffith (16 287)
- Warsaw (16 111)
- New Haven (15 843)
- Cedar Lake (15 592)
- Chesterton (14 554)
- Beech Grove (14 492)
- Bedford (13 897)
- Auburn (13 724)
- Speedway (13 695)
- Connersville (13 292)
- Lake Station (13 096)
- Greensburg (12 377)
- Madison (12 211)
- Washington (12 171)
- Whitestown (11 958)
- Martinsville (11 858)
- Yorktown (11 689)
- Lowell (11 128)
- Danville (10 927)
- Peru (10 828)
- Bargersville (10 717)
- Plymouth (10 705)
- Bluffton (10 379)
- McCordsville (10 369)
- Wabash (10 347)
- Kendallville (10 222)
- Columbia City (10 086)
- Sellersburg (10 057)

## Demografia

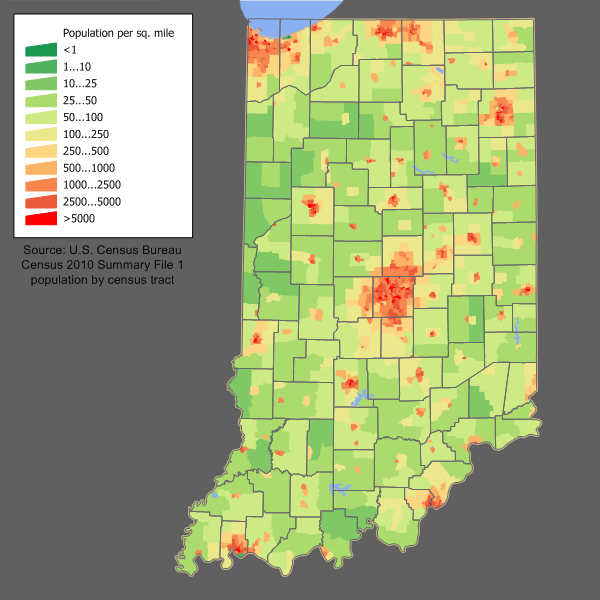
Mapa gęstości zaludnienia

Spis ludności z roku 2020 stwierdza, że stan Indiana liczy 6 785 528 mieszkańców, co oznacza wzrost o 301 726 (4,7%) w porównaniu z poprzednim spisem z roku 2010. Dzieci poniżej piątego roku życia stanowią 6,2% populacji, 23,3% mieszkańców nie ukończyło jeszcze osiemnastego roku życia, a 16,1% to osoby mające 65 i więcej lat. 50,7% ludności stanu stanowią kobiety. Powszechny jest przydomek "hoosier" na określenie mieszkańców stanu Indiana.

### Język
W 2010 roku najpowszechniej używanymi językami były:
- język angielski – 92,23%,
- język hiszpański – 4,39%,
- język niemiecki – 0,59%.

### Rasy i pochodzenie
Według danych z 2019 roku, 82,8% mieszkańców stanowiła ludność biała (78,3% nie licząc Latynosów), 9,6% to czarnoskórzy Amerykanie lub Afroamerykanie, 2,6% miało rasę mieszaną, 2,5% to Azjaci, 0,27% to rdzenna ludność Ameryki i 0,05% to Hawajczycy i mieszkańcy innych wysp Pacyfiku. Latynosi stanowią 7,2% ludności stanu.
Największe grupy stanowią osoby pochodzenia niemieckiego (19,4%), irlandzkiego (10,0%), afroamerykańskiego, angielskiego (8,3%), „amerykańskiego” (7,7%) i meksykańskiego (5,0%). Istnieją także duże grupy osób pochodzenia polskiego (203 tys.), włoskiego (170,5 tys.), szkockiego lub szkocko–irlandzkiego (169,6 tys.), europejskiego (158,3 tys.), francuskiego (140,4 tys.) i holenderskiego (101,8 tys.).

### Religia
Dane z 2014:
- protestanci – 52%:

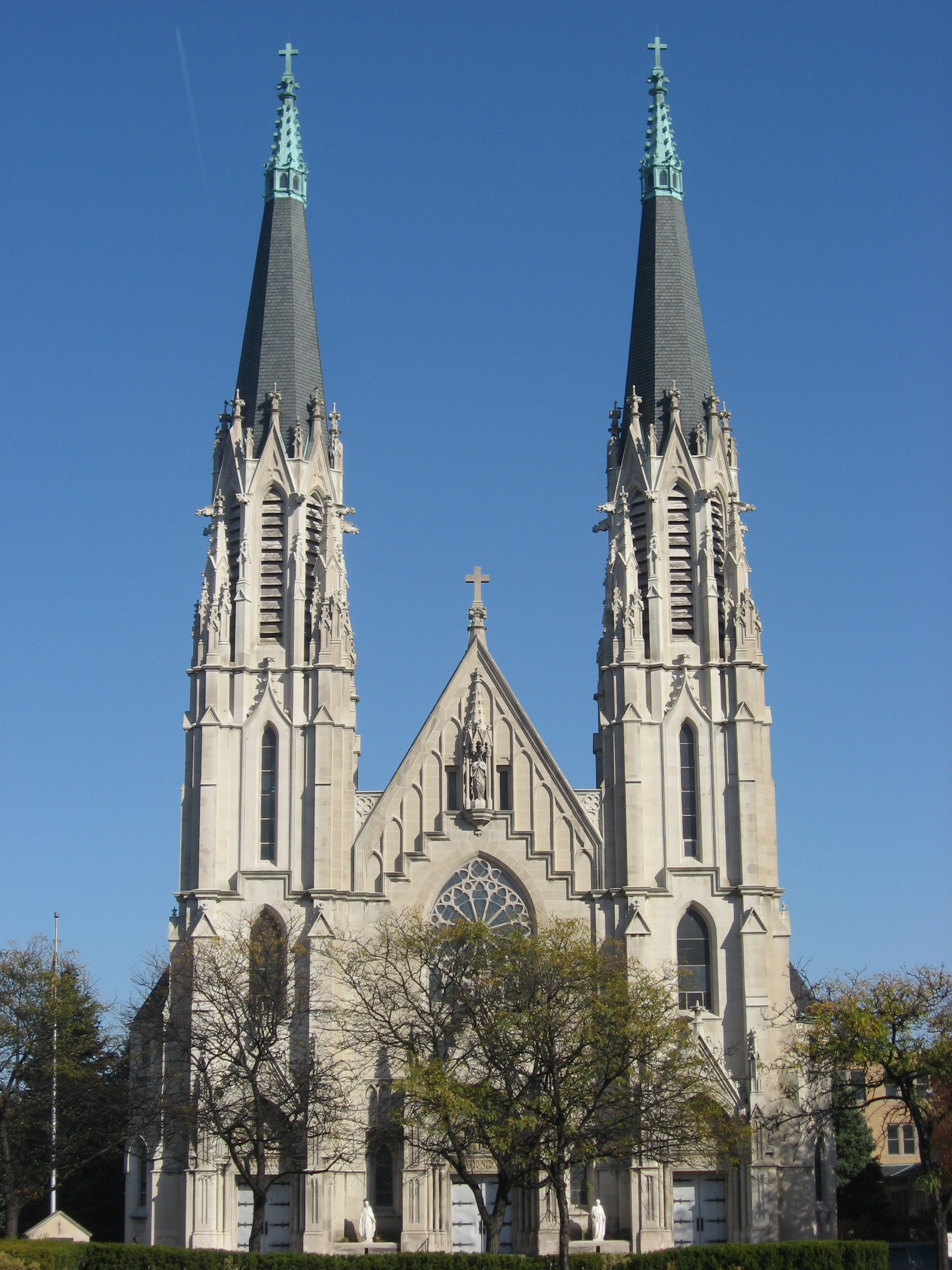
Katolicki Kościół Mariacki w Indianapolis

  - ewangelikalni – 31% (gł. bezdenominacyjni, baptyści, campbellici, uświęceniowcy, zielonoświątkowcy, szwenkfeldyści i luteranie)[9],
  - głównego nurtu – 16% (gł. metodyści i kalwini)[9],
  - historyczni czarni protestanci – 5%,
- brak religii – 26% (w tym: 4% agnostycy i 3% ateiści),
- katolicy – 18%,
- mormoni – 1%,
- inne religie – 3% (w tym: prawosławni, muzułmanie, świadkowie Jehowy, żydzi, buddyści, hinduiści, scjentyści, unitarianie uniwersaliści, wyznawcy New Age i bahaiści)[10].

Stan zamieszkuje znaczna populacja amiszów, głównie na północnym wschodzie, z największą populacją w hrabstwie LaGrange, gdzie również mieszkają mennonici. Społeczności amiszów i mennonitów stanowią ponad 1% populacji stanu i są częścią ewangelikalnego protestantyzmu.

## Gospodarka

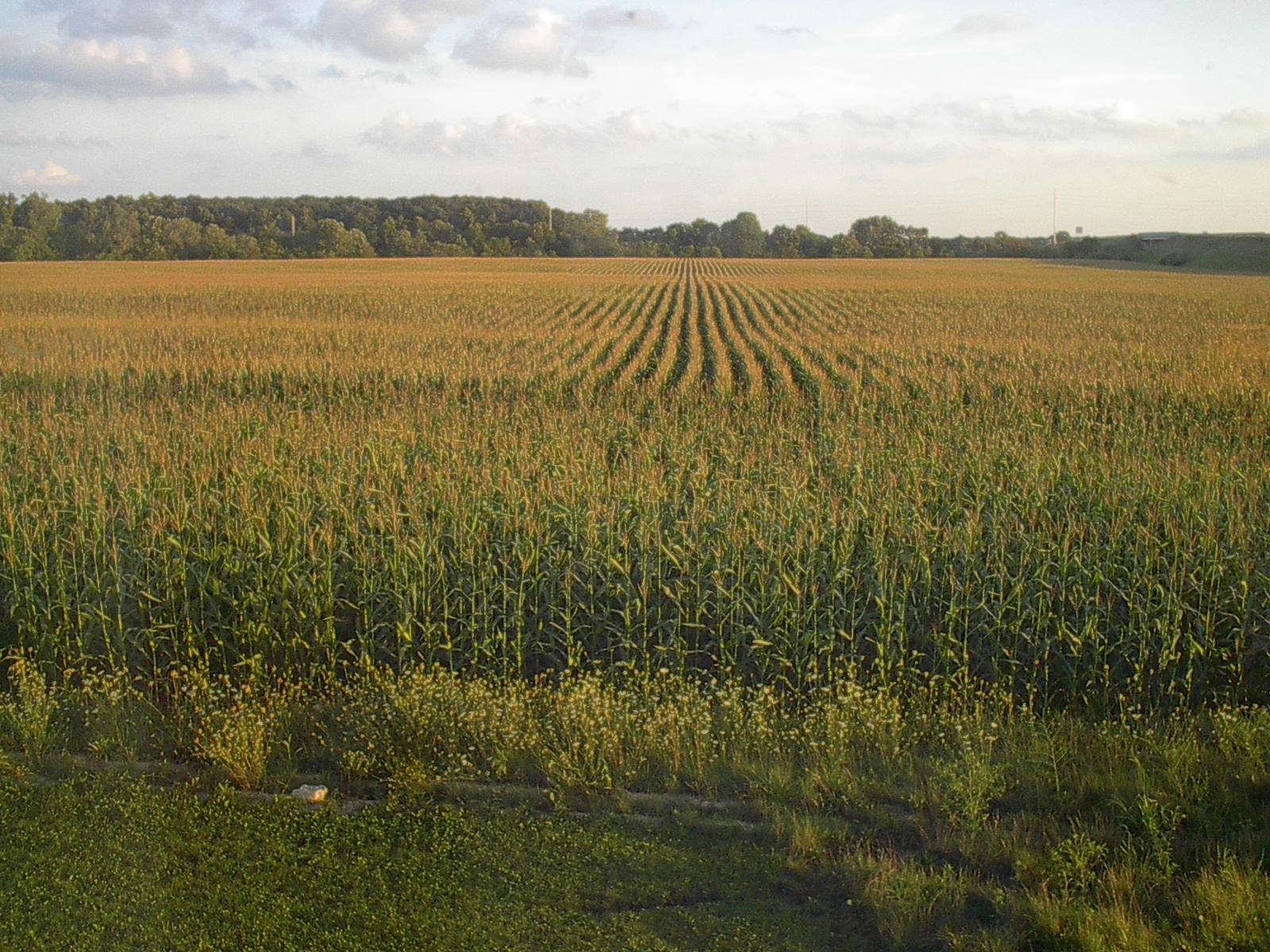
Pole kukurydzy w hrabstwie Blackford

- kukurydza
- soja, żyto, owies
- pomidory, cebula
- trzoda chlewna, drób

## Przemysł
- wydobywczy
- metalowy i rafineryjny
- samochodowy
- maszynowy
- farmaceutyczny

## Polityka
Indiana głosowała na republikańskiego kandydata na prezydenta w każdych wyborach od 1968 r., z wyjątkiem wyborów z 2008 r., kiedy stan głosował na Baracka Obamę. W wyborach z 2020 roku 57% wyborców oddało głos na Donalda Trumpa. Joe Biden, który uzyskał 41% poparcia, wygrał jedynie w hrabstwach Indianapolis (63,6%), Monroe (63,1%), Lake (56,8%), St. Joseph (52%) i Tippecanoe (49%).

## Uczelnie
- University of Notre Dame
- Indiana University Bloomington
- Indiana University East(inne języki)
- Indiana University Kokomo(inne języki)
- Indiana University Northwest(inne języki)
- Indiana University South Bend(inne języki)
- Indiana University Southeast(inne języki)
- Purdue University
- Indiana University–Purdue University Columbus(inne języki)
- Indiana University Fort Wayne(inne języki)
- Indiana University–Purdue University Indianapolis(inne języki)
- Indiana Institute of Technology(inne języki)
- Indiana State University(inne języki)
- Indiana University System

## Sport
Stan znany jest z zamiłowania do koszykówki i produkcji gwiazd, takich jak Larry Bird, czy Louie Dampier.
4 maja 1871 roku w mieście Fort Wayne została rozegrana pierwsza państwowa i profesjonalna gra w baseball. W meczu spotkali się Fort Wayne Kekiongas i Cleveland Forest Citys.
Mark Spitz, dziewięciokrotny mistrz olimpijski w pływaniu, w latach 1968–1972 pływał dla Indiana University.